# Tisentnops leopoldi
Espèce
Synonymes
- Caponina leopoldi Zapfe, 1962

Tisentnops leopoldi est une espèce d'araignées aranéomorphes de la famille des Caponiidae.

## Distribution
Cette espèce est endémique de la région d'Antofagasta au Chili,.

## Description
Tisentnops leopoldi compte deux yeux.

## Publication originale
- Zapfe, 1962 : Caponina leopoldi, nueva especie de Caponiidae (Araneae). Investigaciones Zoológicas Chilenas, vol. 8, p. 3-5.